# Régis Clère
Régis Jean-Marie Clère (Langres, 15 agosto 1956 – Digione, 9 giugno 2012) è stato un ciclista su strada e pistard francese.

## Carriera
Professionista dal 1981 al 1989, in carriera ha vinto un campionato francese in linea, oltre a quattro tappe al Tour de France (conquistando in due occasioni anche la classifica finale del Premio della Combattività) e due alla Vuelta a España, vestendo nell'edizione del 1981 la maglia di leader per nove tappe.
Dopo il ritiro dal mondo del ciclismo, ha lavorato come agricoltore nei terreni di famiglia a Maâtz; è morto a Digione il 9 giugno 2012, per delle complicazioni subite dopo un intervento chirurgico.

## Palmarès

### Strada
- 1979 (Dilettanti)

5ª tappa - parte b Grand Prix de l'Avenir (Ouroux > Saint-Trivier-sur-Moignans, cronometro)
Giochi del Mediterraneo, Prova in linea
- 1980 (Dilettanti)

6ª tappa Grand Prix de l'Avenir (Divonne-les-Bains, cronometro)
- 1981 (Miko-Mercier-Vivagel, due vittorie)

Flèche Azuréenne
15ª tappa - 2ª semitappa Vuelta a España (Saragozza, cronometro)
- 1982 (Coop-Mercier-Mavic, una vittoria)

Campionati francesi, Prova in linea Elite
- 1983 (Coop-Mercier-Mavic, una vittoria)

12ª tappa Tour de France (Bagnères-de-Luchon > Fleurance)
- 1987 (Teka, cinque vittorie)

3ª tappa Tour Midi-Pyrénées (Mirande > Luzenac)
Classifica generale Tour Midi-Pyrénées
16ª tappa Tour de France (Blagnac > Millau)
23ª tappa Tour de France (Saint-Julien-en-Genevois > Digione)
5ª tappa Vuelta a Galicia (Tui > Santiago de Compostela)

#### Altri successi
- 1981 (Miko-Mercier-Vivagel)

Criterium Langres
Prologo Vuelta a España (Santander, cronometro)
Criterium Les Ormes
- 1982 (Coop-Mercier-Mavic)

Prix de Villeneuve d'Ascq
Criterium Lamballe
Premio della Combattività Tour de France
Prologo Étoile des Espoirs (Agen, cronometro)
- 1983 (Coop-Mercier-Mavic)

2ª tappa Tour de France (Soissons > Fontaine-au-Pire, cronosquadre)
- 1985 (Peugeot-Shell-Michelin)

2ª tappa - parte b Étoile des Espoirs (Lannion > Perros Guirec, cronosquadre)
- 1987 (Teka)

Criterium Meymac
Premio della Combattività Tour de France
Route du Berry-Trophée Sitram

### Pista
- 1981

Campionati francesi, Corsa a punti

## Piazzamenti

### Grandi Giri
- Tour de France

1981: 51º
1982: 45º
1983: fuori tempo massimo (14ª tappa)
1984: non partito (20ª tappa)
1987: 72º
1988: 94º
- Vuelta a España

1981: 9º
1985: fuori tempo massimo (14ª tappa)

### Classiche monumento
- Milano-Sanremo

1981: 34º
1987: 39º
- Parigi-Roubaix

1981: 28º
1985: 35º
- Liegi-Bastogne-Liegi

1983: 36º
1986: 16º
- Giro di Lombardia

1984: 56º

### Competizioni mondiali
- Campionati del mondo

Goodwood 1982 - In linea Professionisti: 20º
Altenrhein 1983 - In linea Professionisti: ritirato
Villaco 1987 - In linea Professionisti: ritirato
- Giochi olimpici

Mosca 1980 - In linea: 43º